# Kelurahan Dusun Baru (Sungai Penuh)
Kelurahan Dusun Baru is een bestuurslaag in het regentschap Sungai Penuh van de provincie Jambi, Indonesië. Kelurahan Dusun Baru telt 2492 inwoners (volkstelling 2010).